# Dakota Staton

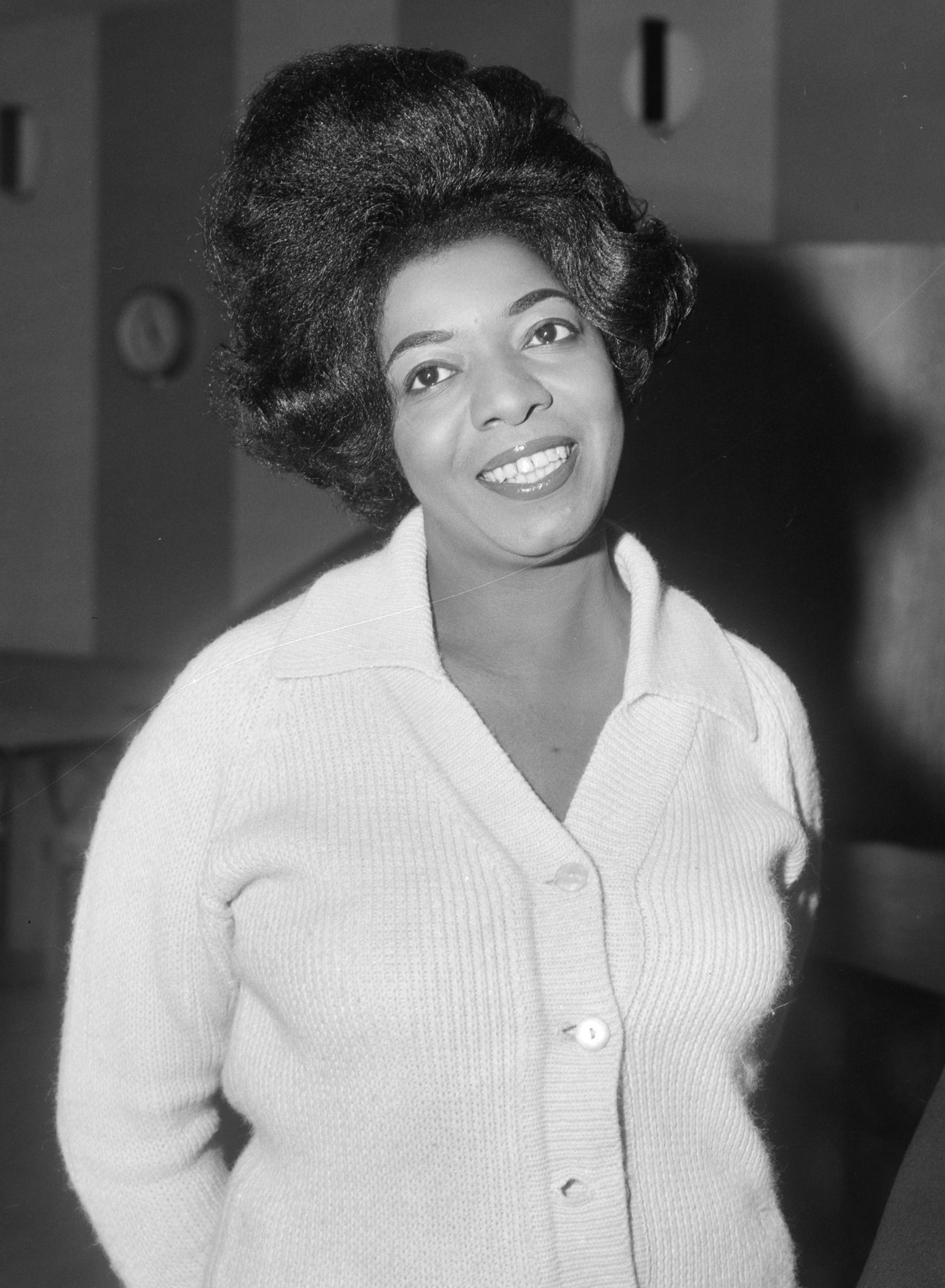
Dakota Staton, 1965

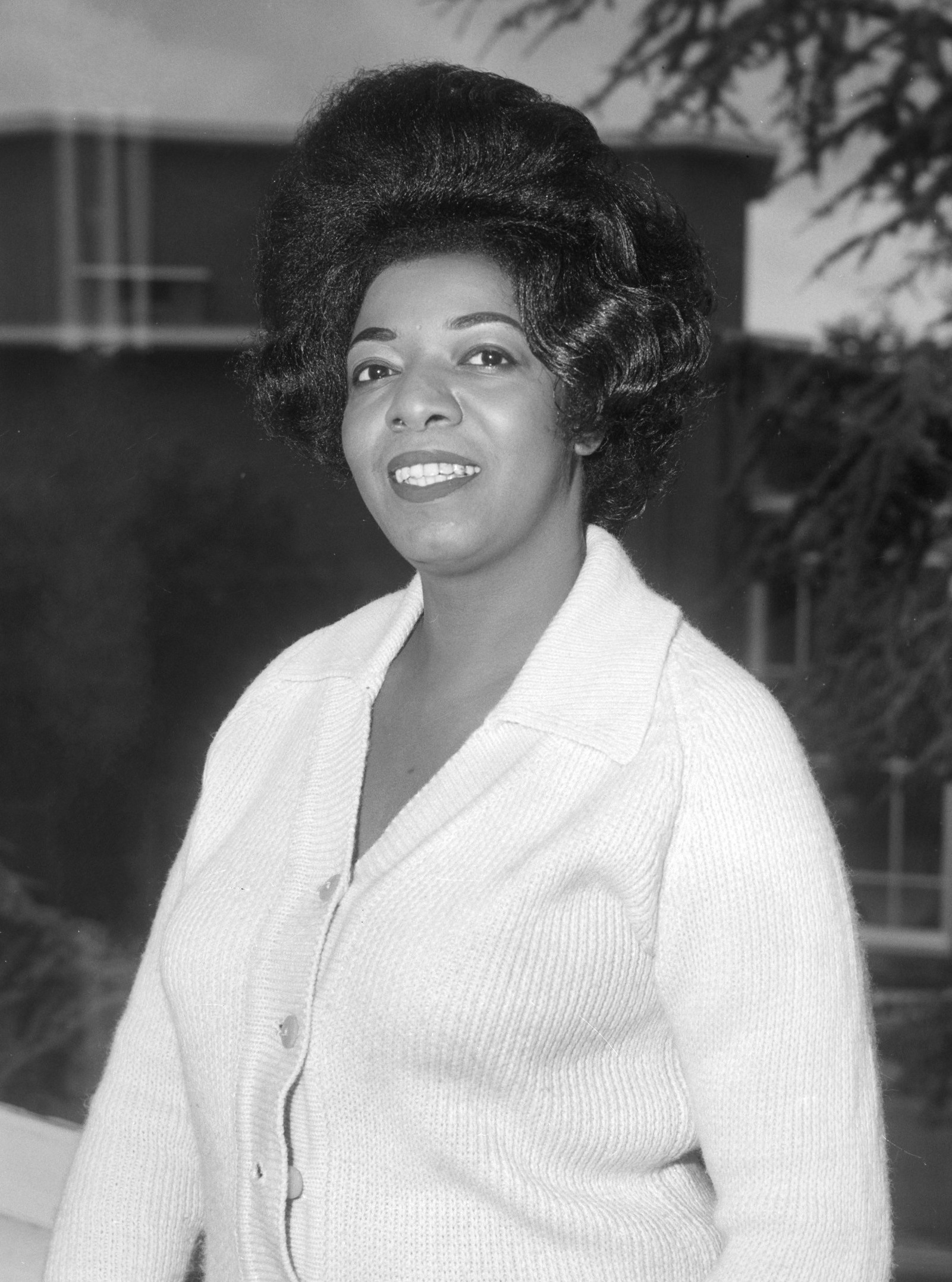
Dakota Staton, 1965

Dakota Staton (* 3. Juni 1930 Pittsburgh, Pennsylvania; † 10. April 2007 in New York City) war eine US-amerikanische Jazz-Sängerin, die ihre größten Erfolge in den 1950er und 1960er Jahren hatte. Sie trat zeitweise auch als Aliyah Rabia auf.

## Leben und Wirken
Staton trat schon als Kind mit Tanz- und Gesangsnummern mit ihren Schwestern auf, besuchte die George Westinghouse High School in Pittsburgh und studierte Musik an der „Filion School of Music“ in ihrer Heimatstadt, wo sie Mitglied der Swing-Band „Kadets“ war. 1946 trat sie in der Show „Fantastic Rhythm“ auf und spielte ab 1948 regelmäßig im Jazzclub „Hill District“ mit dem „Joe Wespray Orchestra“. In den 1950er Jahren tourte sie in Nachtclubs des Mittleren Westens (Detroit, Indianapolis, Cleveland, St. Louis), mit einem längeren Engagement in Detroits „Flame Show Bar“.
Als sie im Nachtclub „Baby Grand“ in Harlem sang, hörte sie der Producer Dave Cavanaugh von Capitol Records, wo sie mehrere Singles veröffentlichte (Debüt-Single 1954 „What Do you know about Love?“), die ihr 1955 den „Most Promising New Comer Award“ der Zeitschrift Down Beat einbrachten. Sie war jedoch nicht nur Jazz-Sängerin (in der Nachfolge von Dinah Washington), sondern sang Rhythm and Blues etwa mit Big Joe Turner und Fats Domino. 1958 heiratete sie den muslimischen (aus Antigua und Barbuda stammenden) Trompeter Talib Ahmad Dawud und konvertierte zum Islam (zeitweise trat sie als Aliyah Rabia auf) und war wie ihr Mann aktives Mitglied der „Muslim Brotherhood“, die 1959 die Alleinvertretungsansprüche von Black-Muslim- und Nation-of-Islam-Führer Elijah Muhammad bekämpften. Dieser Streit wurde auch in den Zeitungen publik und schadete damals ihrer Karriere beim amerikanischen Publikum.
Ende der 1950er und Anfang der 1960er veröffentlichte sie einige erfolgreiche Alben, darunter „The Late Late Show“ 1957 (Nr. 4 in den Charts) dessen Titel-Song ihr größter Hit wurde, "In the Night" 1957 (mit George Shearing), „Dynamic!“ 1958 (arrangiert von Sid Feller) und „Dakota at Storyville“ 1961 live aus dem Bostoner Jazz-Club „Storyville“. 1963 ging sie zu United Artists („From Dakota with Love“, „Live and Swinging“, „Dakota with Strings“).
1965 zog sie nach England (Album Dakota '67, aufgenommen in London auf London Records), sang auf Kreuzfahrtschiffen und in Hotels, während ihr Ruf in den USA verblasste. Anfang der 1970er Jahre kehrte sie in ihr Heimatland zurück (Album I've Been There auf Verve Records, 1971) und trat bis in die 1990er Jahre als Sängerin auf, u. a. mit Paula Hampton und auf den von Cobi Narita organisierten Annual Women's Jazz Festivals im Damrosch Park des Lincoln Center. Sie veröffentlichte weiter in unregelmäßigen Abständen, zuletzt 1999 „A Packet of Love Letters“.